# Santa Ana (Califórnia)
Santa Ana é uma cidade localizada no estado americano da Califórnia, no condado de Orange, do qual é sede. Foi fundada em 1869 e incorporada em 1 de junho de 1886.

## Geografia
De acordo com o United States Census Bureau, a cidade tem uma área de 70,9 km², dos quais 70,8 km² estão cobertos por terra e 0,1 km² por água.

## Demografia
Segundo o censo nacional de 2010, a sua população é de 324 528 habitantes e sua densidade populacional é de 4 577,9 hab/km². É a segunda cidade mais populosa do condado de Orange, atrás apenas de Anaheim, além disso é a 11ª mais populosa do estado e a 57ª mais populosa do país. Possui 76 896 residências que resulta em uma densidade de 1 088,7 residências/km².

## Marcos históricos
A relação a seguir lista as 23 entradas do Registro Nacional de Lugares Históricos em Santa Ana. O primeiro marco foi designado em 3 de abril de 1975 e o mais recente em 2 de julho de 2001.
- Builders Exchange Building
- Downtown Santa Ana Historic Districts (North, Government/Institutional and South, Retail)
- Ebell Society of Santa Ana Valley
- French Park Historic District
- George L. Wright House
- George W. Minter House
- Harmon-McNeil House
- Howe-Waffle House and Carriage House
- Lighter-than-Air Ship Hangars
- Odd Fellows Hall
- Orange County Courthouse
- Pacific Electric Sub-Station No. 14
- Rankin Building
- Santa Ana City Hall
- Santa Ana Fire Station Headquarters No. 1
- Santora Building
- Smith-Tuthill Funeral Parlors
- Southern Counties Gas Co.
- Spurgeon Block
- US Post Office Station-Spurgeon Station
- Walkers Orange County Theater
- Yost Theater-Ritz Hotel
- Young Men's Christian Association-Santa Ana-Tustin Chapter